# Steam
Steam (pronunciado [(e)stim]) es una plataforma de distribución digital de videojuegos desarrollada por Valve Corporation. Fue lanzada el 12 de septiembre de 2003 como una forma para Valve de proveer actualizaciones automáticas a sus juegos, pero finalmente se amplió para incluir juegos de terceros. Steam ofrece protección contra piratería, servidores de emparejamiento, transmisiones de vídeo y servicios de redes sociales. También proporciona al usuario la instalación y la actualización automática de juegos y características de comunidad como grupos y listas de amigos, guardado en la nube, voz en el juego y funcionalidad de chat.
Se utiliza tanto por pequeños desarrolladores independientes como grandes corporaciones de software para la distribución de videojuegos y material multimedia relacionado.
Para poder disfrutar de todos estos servicios, es necesario estar registrado en el servicio mediante la creación de una cuenta gratuita, a la que se vinculan los videojuegos comprados por el jugador. Estos juegos pueden ser tanto los juegos que se ofrecen para la compra en la propia plataforma como ciertos juegos comprados en tiendas físicas.

## Historia
Steam apareció originalmente en 2003 como una utilidad para agregar parches y servidores a juegos ya existentes como Counter Strike, Day of Defeat, HL Deathmatch, etc. Half Life 2 (2004) se desarrolló en exclusiva para Steam y requería registrarse en una página web para activarlo. Era una interfaz que los agrupaba y tenía soporte para chat y voz además de enlaces a Amazon para los juegos que te faltaban. En 2007 se creó SteamCommunity para el registro del tiempo de uso además de vender juegos de Valve en digital. En 2008 la página se relanzó como una tienda para comprar juegos en digital primero los propios de Valve y posteriormente otros como Bethesda Softworks, Activision, Rockstar Games, Square Enix, 2K Games y Sega. En principio todos se compran directamente en la página y el software únicamente para descargarlos. En 2010 el llamado UI Update introdujo capacidad de explorar y comprar directamente de la aplicación y su color pasó de verde a negro; en 2012 vende programas distintos a juegos, empezando con un editor de mapas para Portal 2 y también Big Picture. En 2014, Steam tiene un motor de música como principio para vender bandas sonoras, sin embargo también funciona como cualquier mp3.
En enero de 2016, Steam contaba con más de 7300 juegos disponibles, de los cuales más de 2700 son compatibles con OS X y más de 1700 con Linux. Además contaba con cerca de 142 millones de cuentas de usuario activas. El 27 de noviembre de 2017 batió el récord de jugadores simultáneos, con 17 millones de jugadores simultáneos.
Steam estrenó en mayo de 2016 un nuevo sistema de revisiones o análisis modificado para personificar las opiniones de los jugadores. Esto se realiza mediante una clasificación periódica por fecha y utilidad, adaptándose a las necesidades de cada usuario de la plataforma dedicada a juegos de PC, para así encontrar las valoraciones los títulos que más se adecúen a sus gustos de manera instantánea.

## Funcionalidad

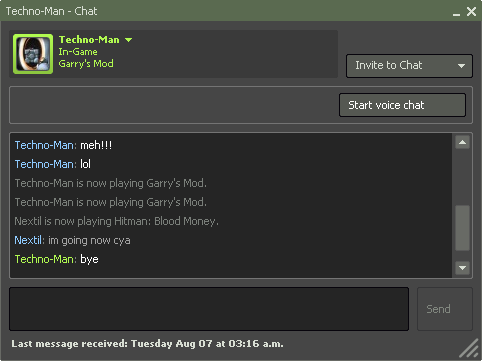
Ventana de chat de Steam. Interfaz en inglés

### Adquisición y mantenimiento
El servicio principal de Steam es el de permitir a sus usuarios descargar juegos y otro software desde sus bibliotecas de software virtual a sus ordenadores. Los juegos que son integrados en Steam son almacenados en el disco duro como archivos únicos no comprimidos con la extensión .gcf (acrónimo de Game Cache File- Archivos de Caché del Juego en español). Steam asigna el espacio que será necesario para el archivo .gcf antes de que el juego termine de descargarse para reducir la fragmentación que ocurre al descargar archivos grandes y mejorar el rendimiento de lectura de los archivos en el disco. Los archivos .gcf hacen que los juegos sean más portátiles, evita que los usuarios sobreescriban en forma accidental archivos importantes, permite la modificación de recursos en forma más fácil y permite la validación del contenido para la búsqueda de errores. Para los juegos que no se integran a Steam, no existe un archivo de caché. En estos casos, la extensión .ncf indica la existencia de un directorio que contiene varios archivos sueltos en otro lugar en el sistema. Los usuarios pueden configurar a Steam para recibir actualizaciones de los desarrolladores del software que hayan instalado en forma automática, o si desean, también pueden iniciar este proceso en forma manual. El cliente permite a los usuarios realizar una copia de seguridad de los archivos de los juegos, además de eliminar contenido de algunos juegos para poder liberar espacio en sus ordenadores.
Steam ofrece una gestión digital de derechos (DRM) mínima para el software que distribuye, utilizando una "Custom Executable Generation" para archivos ejecutables que son únicos para cada usuario, pero que permiten al usuario instalar el software en varios dispositivos a través de Steam o como respaldo sin ninguna limitación. Es por esto que el usuario debe utilizar Steam mientras está conectado al Internet para autentificarse antes de jugar un juego, o haber activado el modo offline de Steam con anterioridad mientras estaba conectado a la red, almacenando sus credenciales en forma local para poder jugar sin una conexión activa.
 El sistema DRM de Steam está disponible a través de Steamworks a los desarrolladores de software, pero el servicio permite a los desarrolladores y distribuidores incluir otras formas de DRM además de Steam.
En septiembre de 2008, Valve añadió soporte para Steam Cloud, un sistema de computación en la nube que puede guardar en forma automática juegos guardados y otros archivos personalizados relacionados al servicio de Valve; permitiendo a los usuarios acceder a esta información desde cualquier otro ordenador que tenga instalado el cliente de Steam. Los juegos deben usar las características respectivas de Steamworks para que este servicio funcione. Los usuarios pueden deshabilitar esta característica para cada juego por separado o para toda una cuenta.
Para proteger a los usuarios en contra del robo de cuentas, Valve añadió la funcionalidad Steam Guard al cliente de Steam en marzo de 2011. Steam Guard utiliza el sistema de protección de identidad que ofrecen los procesadores Intel Core de segunda generación y placas bases compatibles para permitir al usuario asociar su cuenta a un ordenador específico. Una vez asociada, la actividad de esa cuenta en otros ordenadores debe ser aprobada por el usuario del ordenador a la que se la asoció inicialmente. Soporte de APIs para Steam Guard está disponible para terceros desarrolladores a través de Steamworks. Una opción alternativa disponible para los usuarios interesados en utilizar Steam Guard es una autenticación doble a través del uso de un código de verificación único que se envía a una dirección de correo verificada que esté asociada con la cuenta de Steam. Muchas de las características de Steam Guard son las mismas, siendo la única diferencia significativa el método de autenticación.

### Tienda
Steam incluye un escaparate digital llamado la Tienda Valve, a través de la cual los usuarios pueden comprar juegos de ordenador digitalmente. Una vez comprados, el programa es asociado en forma permanente a la cuenta de Steam del usuario (sin embargo es posible "regalar" juegos a otras cuentas). El contenido es entregado utilizando un protocolo de transferencia de archivos propio de Steam desde una red internacional de servidores. Steam vende sus productos en dólares estadounidenses, euros, libras esterlinas, reales, rublos, pesos mexicanos, pesos colombianos, pesos argentinos y nuevos soles peruanos basados en la ubicación del usuario. Desde diciembre de 2010, el cliente también acepta el sistema de pago Webmoney para muchos países europeos, asiáticos y del medio oriente. La tienda se basa en la ubicación geográfica del usuario, y ciertos títulos pueden restringirse según fechas de lanzamiento, clasificación o acuerdos con los distribuidores. A partir del 21 de octubre de 2013 Steam acepta pagos en pesos mexicanos.
Algunos juegos que son vendidos al por menor pueden ser registrados y vueltos a descargar en la biblioteca virtual del usuario en Steam al ingresar el código del producto que viene incluido con el software. Para juegos que incorporan Steamworks, los usuarios pueden comprar los códigos de otros vendedores y cobrarlos en el cliente de Steam para añadirlos a sus bibliotecas. Steam también ofrece un canal para la distribución de contenido de descarga (DLC) de juegos.
Los jugadores pueden añadir juegos que no están en Steam a su biblioteca, permitiendo así acceder al juego fácilmente a través del cliente de Steam. Esto permite a los usuarios disfrutar del soporte del intefaz de Steam con dichos juegos, e incluso crear accesos directos personalizados. De esta forma, modificaciones hechas por terceros, y juegos que fueron comprados en la tienda de Steam pueden usar las características del programa. Valve promociona y distribuye algunas modificaciones en forma gratuita, y modificaciones que usan Steamworks también usan VAC, lista de amigos, el buscador de servidores, y cualquier otra característica que el juego base soporte.
A mediados de 2011, Valve comenzó a ofrecer juegos gratuitos, tales como Global Agenda, Spiral Knights y Champios Online; esto estaba ligado a su reciente política de hacer de Team Fortress 2, también, un juego gratuito. Valve incluyó soporte en Steamworks para llevar a cabo microtransacciones a través de los canales de compra de Steam, para que de esta manera los usuarios puedan comprar artículos para esos juegos de la misma manera que la tienda dentro del juego funciona para Team Fortress 2. Una nueva característica que permite a los usuarios intercambiar artículos de los juegos y regalos que no han sido "abiertos" aun fue añadida más adelante ese año. En diciembre de 2011 Valve introdujo el uso de cupones virtuales (Steam Coupons) de un solo uso que pueden ser utilizados para descontar el precio de un artículo. Los cupones pueden ser proporcionados por los distribuidores y desarrolladores a los usuarios, y los usuarios pueden intercambiar estos cupones entre sus amigos de la misma manera que pueden hacerlo con los regalos o los artículos de los juegos.

### Comunidad y servicios multijugador
Steam, como parte de una red social, permite a los usuarios identificar amigos y unirse a grupos a través de la Comunidad Steam. Los usuarios puede usar tanto texto como P2P VoIP con otros usuarios, identificar que es lo que sus amigos y otros miembros de sus grupos están jugando y, para juegos basados en Steamworks que lo soportan, unirse e invitar a sus amigos a partidas multijugador. Los usuarios también pueden participar de los foros sobre juegos de Steam que son hosteados por Valve. En enero de 2010, Valve reportó que 10 de las 25 millones de cuentas activas de Steam se habían registrado en la Comunidad Steam. Cada usuario tiene su página propia que muestra los grupos y amigos que tiene, su biblioteca de juegos incluyendo los logros alcanzados, lista de juegos deseados, y otras opciones sociales. Los usuarios pueden optar de mantener toda esta información en secreto si así lo desean. El cliente de Steam se ha convertido en un proveedor OpenID, permitiendo de esta manera a sitios web de terceros utilizar la identidad de un usuario de Steam sin tener que pedir al usuario que exponga sus credenciales de Steam.

Steam, a través de Steamworks, provee un canal mediante para buscar y navegar servidores para partidas multijugador en los juegos que utilizan esta característica, permitiendo además a los usuarios crear salas con amigos o miembros de grupos. Steamworks también provee el servicio creado por Valve para prevención de trampa, Valve Anti-Cheat (VAC), para los servidores de partidas multijugador que automáticamente detecta y denuncia a los jugadores que está haciendo trampa en una partida en línea.

### Big Picture
El 10 de septiembre de 2012 Valve lanzó la versión beta de Steam Big Picture, que es simplemente una adaptación de la interfaz de Steam para ser utilizada en pantallas grandes y optimizadas para el uso con gamepads. El 3 de diciembre de 2012 lanzó oficialmente la nueva interfaz.
Steam recoge e informa anónimamente de su uso, estabilidad y rendimiento. A excepción de la encuesta de hardware de Valve, la mayoría de la información recogida no se notifica al usuario. Alguna de esta información está disponible al público, como los juegos que se están jugando o las estadísticas de progreso de jugadores en ciertos juegos. Valve también ha utilizado esos datos para implementar nuevas funciones justificadas en Steam, como la opción de defragmentación de la caché de los juegos. Valve anunció el 15 de julio de 2010 que en colaboración con las empresas de hardware, recogería información del hardware de los usuarios de Steam, recogiendo una lista de los programas que tienen instalados.

### Interfaz de Steam
En los juegos disponibles en Steam, puedes abrir una interfaz con una combinación de teclas. Desde esa interfaz puedes abrir chats de la comunidad Steam y acceder a los ajustes, además de abrir un navegador web sin salir del juego. La interfaz también da la posibilidad de realizar capturas de pantalla del juego en ese mismo instante, las cuales puedes publicar para que toda la comunidad las vea e incluso subirlas a Facebook.

### Steamworks
Steamworks es una interfaz de programación libre que proporciona herramientas a los desarrolladores de videojuegos, dándoles las ventajas que tiene el cliente de Steam. Steamworks proporciona muchas ventajas al integrar los juegos con Steam, incluyendo redes de juego y un sistema de autentificación para los jugadores, tanto en multijugador convencional como en los servicios de emparejamiento, además de un apartado en la Comunidad Steam con grupo, estadísticas, logros, comunicación por voz y compatibilidad con Steam Cloud, incluso pueden tener dispositivos antitrampas. Steamworks puede combinarse con un acuerdo de distribución estándar de Steam, que cede un espacio de promoción en la tienda de Steam.

### Steam Workshop
Steam Workshop proporciona a los usuarios de Steam y Valve descargar contenido creado por otros usuarios de la manera más sencilla posible; empleada originalmente para distribuir objetos oficiales en Team Fortress 2, pero a principios de 2012 se le dio una nueva utilidad, disponible para cualquier juego, entre la que destacaron las modificaciones de The Elder Scrolls V: Skyrim.

### Steam Greenlight
Steam Greenlight es un sistema que se basa en la ayuda de la comunidad a la hora de escoger algunos de los nuevos videojuegos independientes o "indies" que tendrán su lanzamiento en Steam. Los desarrolladores publican información, capturas de pantalla y vídeos de sus videojuegos, buscando una masa de apoyo para que su producto sea seleccionado para su distribución. Además, Steam Greenlight ayuda a los desarrolladores a conseguir apoyo y comentarios de consumidores potenciales comenzando a crear una comunidad activa alrededor de su juego durante el proceso de desarrollo. Cuando el videojuego recibe los votos necesarios, Steam se pone en contacto con sus creadores para poner dicho videojuego a la venta en la tienda de Steam. Se recalca que al comprar la licencia, todos los ingresos de este pago (excepto los impuestos) son donados directamente a Child’s Play, una organización humanitaria dedicada a mejorar la vida de los niños en más de 70 hospitales de todo el mundo. Dejó de aceptar nuevas aportaciones el 6 de junio de 2017. El 13 de junio de 2017 Steam Greenlight dejó de estar disponible, siendo reemplazado por Steam Direct, que se convirtió en el nuevo modo para añadir videojuegos a Steam.

### Steam Direct
Con Steam Direct, se pueden publicar videojuegos indie, como el nombre indica, de manera directa. Los videojuegos se envían a un equipo supervisor de Steam pagando una tarifa de $100. Estos $100 se recuperan si el videojuego genera $1000. Si el videojuego es apto, se publica.

### Steam Link
El 20 de noviembre de 2015 la compañía Valve sacó a la venta un nuevo hardware llamado Steam Link que permite jugar a cualquier juego de tu biblioteca de Steam desde cualquier parte de tu casa. Es un pequeño dispositivo que lo puedes conectar a un televisor mediante HDMI y a tu red local mediante un cable Ethernet o bien mediante tu red Wi-Fi, una vez conectado el dispositivo detecta automáticamente cualquier ordenador que esté corriendo Steam en tu red local. También soporta mandos de juego por conexión Bluetooth 4.0, conexión integrada para Steam Controller, puertos USB 2.0 para ratón y teclado o mandos de juego por cable, y una resolución máxima de 1080p a 60 FPS.
El 21 de mayo de 2018 la compañía Valve lanzó la aplicación Steam Link para Android e iOS que permite jugar a cualquier juego de tu biblioteca de Steam desde cualquier parte de tu casa siempre y cuando el teléfono móvil esté conectado a una red Wi-Fi. Es compatible con controladores Bluetooth o USB y su conexión a Steam es automática.

### Autentificación
Algunos juegos se tienen que autenticar en Steam para jugar en línea, tanto si lo compras en Steam como si lo instalas desde una copia física, la primera vez que juegas. Tras autenticarlo por primera vez, se necesita estar conectado a la cuenta de Steam para jugar en modo desconectado.

## Plataformas compatibles
Steam se desarrolló originalmente para ordenadores con Windows, pero se ha ido expandiendo a otros sistemas operativos como GNU/Linux, Mac OS, Android, iOS y Windows Phone.

### SteamOS, Steam Controller y SteamMachine
En 2013 Steam publicó varios anuncios durante la semana del 23 al 30 de septiembre. Entre ellos se encontraba SteamOS, un sistema operativo basado en Linux, Steam Controller, un mando diseñado por Valve para la total comodidad en todos los géneros de Videojuegos, y las SteamMachine, un híbrido entre consola y PC. Se esperaba que los tres vean la luz en 2014, pero se retrasó hasta 2015.

## Críticas y controversias
La plataforma ha sido criticada por numerosas razones:

### Precios y restricciones regionales
Steam permite a los desarrolladores el cambiar los precios y restringir la disponibilidad de los juegos según la ubicación del usuario. Esto puede causar que los precios de algunos juegos sean más elevados que los precios de venta masiva, a pesar de que la distribución digital elimina costos de fabricación, embalaje, diseño y logística.
Valve en algunos casos restringe el registro de juegos y la jugabilidad de los mismos en determinados países. Por ejemplo, la restricción regional puede verse en el uso de autentificación de Steam para prevenir versiones 'de caja' de los juegos vendidos en Rusia y Tailandia, los cuales tienen un costo significativamente más bajo en comparación con los precios en otras regiones.
Los productos de Steam están disponibles en: dólar estadounidense, euro, libras esterlinas, rublo ruso, peso argentino, peso mexicano, peso chileno, peso colombiano, sol peruano y más. La moneda es seleccionada de manera automática dependiendo de la localidad del usuario, y no puede ser cambiada. Steam ha sido fuertemente criticado por los usuarios europeos por establecer precios elevados en países de la eurozona.

### Disponibilidad
Según el acuerdo de suscripción a Steam, la disponibilidad no está garantizada y Valve no se encuentra bajo ninguna obligación legal de proveer una actualización que desactive el sistema de autenticación en el caso de que Steam se encuentre permanentemente deshabilitado. Gabe Newell, CEO de Valve, dijo en un post en el Foro de Usuarios de Steam que "A menos que haya alguna situación incomprensible, es de esperar que deshabilitemos la autenticación antes de que ocurra cualquier evento que pueda impedir la disponibilidad de los servidores de autentificación." Y añadió "Hemos probado el deshabilitar la autentificación, y funciona."

### Políticas de distribución
En julio de 2011, varios juegos de Electronic Arts fueron eliminados de Steam. EA ha dicho que esto es debido a las disputas sobre las políticas de Valve referentes a la distribución del contenido descargable entre los usuarios de Steam, en 2019 EA anunció su regreso a la plataforma Steam con el videojuego Star Wars Jedi: Fallen Order, para luego gradualmente reintegrar otros de sus títulos. Algunos de los juegos confirmados son FIFA 20, Battlefield V, Apex Legends y Los Sims 4.
En redes sociales, el desarrollador de Minecraft, Markus Persson, ha citado también políticas similares relacionadas con el contenido como una razón de la no disponibilidad de su juego en Steam.

### Otras razones
- La imposibilidad de instalar los juegos sin realizar la validación exclusivamente a través de Internet o la imposibilidad de jugar sin tener los juegos completamente actualizados.

- La falta de garantías por parte de Valve, según la licencia no están obligados legalmente a garantizar el servicio ni la posibilidad de jugar en caso de fallo o desaparición del sistema Steam o la compañía. Aunque en muchos juegos, especialmente los de Valve, se pueden reportar los errores que uno tiene a la hora de jugar.

- Desde el 17 de diciembre de 2008, los precios se aplican obligatoriamente en la moneda local del cliente: Euros o libras esterlinas para residentes de Europa o Reino Unido respectivamente (además de dólares estadounidenses para el resto del mundo), la polémica surge en el cambio de divisa realizado, siendo este en la mayoría de los casos 1 Euro = 1 dólar EE. UU. (A fecha de noviembre de 2015 el cambio es 1 Euro = 1,074 dólares estadounidenses según INE), encareciendo los productos en torno a un 10% para los clientes europeos.

- Privacidad: Estadísticas de uso del programa y juegos, información de rendimiento son algunos de los datos que se envían a través del programa sin informar al usuario.

- Desactivación errónea de cuentas: Falsos positivos en el sistema antitrampas, Valve Anti Cheat (VAC), pueden prohibir el acceso a juegos de Valve y a aquellos utilizando este sistema. Este proceso esta totalmente automatizado y, a no ser que se tenga una extensiva cantidad de pruebas, también es irrevocable. Es notable decir que las cuentas que hayan recibido un bloqueo por parte del VAC podrán seguir utilizando sus cuentas, pero con limitaciones (Detalladas en este artículo).

## Información adicional
- El primer juego en salir con Steam fue Counter-Strike 1.6, aunque ya se podía descargar por Internet. Y si se posee algún juego de Valve que había sido lanzado anteriormente, y se quiere registrar en Steam, tan solo hay que registrar su clave en la cuenta de usuario.

- Al principio solo se podían ejecutar a través de Steam juegos de Valve. Sin embargo, se empezaron a crear tratos para la distribución de videojuegos de otras empresas y ahora gran cantidad de videojuegos son distribuidos a través de Steam, en algunos casos siendo estos exclusivos de Steam como Audiosurf o que requieren su instalación para poder jugar como Empire: Total War. (Ver lista de editores abajo).

- Después de la salida de Counter-Strike: Source se creó el Código Antitrampas de Valve (VAC), que impide utilizar programas de trampas (los famosos cheats o trucos). Esta funcionalidad resultó no ser muy eficaz, ya que los piratas informáticos que crean los trucos actualizan estos mismos muy a menudo, evitándola. Tanto es así que cada vez que el VAC es actualizado, restringe todos los cheats disponibles hasta el momento, pero pasadas unas horas de la actualización del Código, esto se revierte y nuevos cheats están disponibles. Pero si VAC logra detectar a un usuario utilizando cheats, este veta ese juego (excepto los juegos que usen GoldSrc, y los que usen Source lanzados antes de 2008, que son baneados conjuntamente) al usuario permanentemente sin posibilidad de volver a los servidores protegidos por VAC. Sin embargo, el usuario podrá seguir conectándose a servidores no protegidos.

- No solo se puede descargar juegos, también hay herramientas disponibles como el Source SDK (para diseñar y modificar juegos y mapas) y programas para crear servidores dedicados.

- A la hora de comprar un juego, también está disponible la modalidad para regalar. Es decir, se compra el juego en cuestión y se envía como regalo a un amigo.

- En periodo navideño en el hemisferio norte (diciembre - enero) se suele empezar una campaña con rebajas u ofertas en una gran cantidad de juegos, al igual que en el periodo de verano, normalmente entre junio-julio

- El 25 de diciembre de 2015 hubo un fallo en la plataforma Steam que permitió temporalmente visualizar todos los datos personales de los jugadores. Valve declaró que ningún dato fue comprometido y que no se pudieron realizar acciones no autorizadas en las cuentas de los jugadores.

## Requisitos del sistema
- Sistema Operativo: Linux / Windows 10 / Windows 11 / Mac OS X (Snow Leopard 10.6.3 o superior)
  - A finales de enero de 2024, Windows 7, 8 y 8.1 dejaron de ser compatibles con Steam.
- Memoria RAM: 512 MB
- Procesador: 1 GHz o superior
- 1 GB de espacio en la unidad de almacenamiento (recomendado)
- Conexión a Internet (Banda ancha recomendada)
- Ratón (recomendado encarecidamente)